# Маццин
Маццин (італ. Mazzin) — муніципалітет в Італії, у регіоні Трентіно-Альто-Адідже,  провінція Тренто.
Маццин розташований на відстані близько 510 км на північ від Рима, 65 км на північний схід від Тренто.
Населення — 555 осіб (2014).

## Демографія
Населення за роками:

Станом на 1 січня 2023 року в муніципалітеті офіційно проживали 23 іноземці з 11 країн, серед них 9 громадян країн Євросоюзу та 1 громадянин України.

## Сусідні муніципалітети
- Канацеї
- Кампітелло-ді-Фасса
- Поцца-ді-Фасса
- Тірес